# Sandro Salvucci
Sandro Salvucci (Macerata, 3 aprile 1965) è un arcivescovo cattolico italiano, dal 12 marzo 2022 arcivescovo metropolita di Pesaro e dal 7 gennaio 2023 arcivescovo di Urbino-Urbania-Sant'Angelo in Vado.

## Biografia
Nasce a Macerata, città capoluogo di provincia e sede vescovile, il 3 aprile 1965. Cresce a San Claudio, frazione di Corridonia, in provincia di Macerata e arcidiocesi di Fermo.

### Formazione e ministero sacerdotale
Nel 1984 consegue la maturità scientifica al liceo scientifico "Galileo Galilei" di Macerata. Dopo aver frequentato per due anni l'università, entra nel seminario arcivescovile di Fermo e frequenta i corsi di filosofia e teologia presso la sede locale dell'Istituto teologico marchigiano: qui ottiene, nel 1990, il baccalaureato in sacra teologia.
Trasferitosi a Roma come alunno dell'Almo collegio Capranica, specializza i suoi studi in teologia morale alla Pontificia Università Gregoriana, presso cui consegue la licenza in sacra teologia.
Il 6 dicembre 1992 è ordinato diacono, nella cattedrale di Fermo, dall'arcivescovo Cleto Bellucci, che il 25 settembre 1993 lo ordina anche presbitero, a San Claudio di Corridonia.
Dopo l'ordinazione è vicario parrocchiale della parrocchia della Santissima Annunziata di Porto Sant'Elpidio, dal 1994 al 1998. Dal 1995 alla nomina episcopale svolge il servizio di insegnamento di vari corsi di teologia morale all'Istituto teologico marchigiano. Dal 1998 al 2012 è direttore della pastorale vocazionale diocesana, mentre dal 2001 al 2006 è delegato episcopale per il diaconato permanente e, al contempo, direttore della casa diocesana di spiritualità "Villa Nazareth". Nel 2006 è nominato rettore del seminario arcivescovile di Fermo; ricopre l'incarico fino al 2014, quando diventa parroco dell'unità pastorale di Montegranaro, formata dalle parrocchie del Santissimo Salvatore, Santa Maria e San Liborio. Nel 2008 è, per un anno, amministratore parrocchiale della parrocchia di Sant'Alessandro di Fermo.
È membro del collegio dei consultori, dal 2004 al 2012, del consiglio presbiterale e del consiglio pastorale diocesano. Dal 2018 è anche animatore principale del Movimento diocesano di Fermo, espressione del servizio del Movimento dei focolari alle chiese locali.

### Ministero episcopale

L'ingresso di Mons. Salvucci nell'arcidiocesi di Pesaro, 1º maggio 2022.

Mons. Sandro Salvucci all'Almo collegio Capranica, nel gennaio 2023.

Il 12 marzo 2022 papa Francesco lo nomina arcivescovo metropolita di Pesaro; succede a Piero Coccia, dimessosi per raggiunti limiti di età.
Nel suo primo messaggio da arcivescovo ai fedeli dell'arcidiocesi di Pesaro invia un saluto ai suoi predecessori, il cardinale Angelo Bagnasco e l'arcivescovo Piero Coccia, ringraziando quest'ultimo "per l'accoglienza e per il testimone che mi passa, con profonda riconoscenza per la saggezza e la dedizione con cui si è speso per la comunità ecclesiale e sociale".
Il 1º maggio seguente riceve l'ordinazione episcopale, nella cattedrale di Pesaro, dall'arcivescovo Piero Coccia, suo predecessore, co-consacranti l'arcivescovo metropolita di Fermo Rocco Pennacchio e il vescovo di Fano-Fossombrone-Cagli-Pergola Armando Trasarti. Durante la stessa celebrazione prende possesso dell'arcidiocesi.
Il 29 giugno 2022 riceve da papa Francesco, nella basilica di San Pietro in Vaticano, il pallio, che gli viene imposto dal nunzio apostolico Emil Paul Tscherrig il 2 ottobre seguente.
Il 7 gennaio 2023 papa Francesco lo nomina anche arcivescovo di Urbino-Urbania-Sant'Angelo in Vado, unendo così in persona episcopi le arcidiocesi di Pesaro e di Urbino-Urbania-Sant'Angelo in Vado; succede a Giovanni Tani, dimessosi per raggiunti limiti di età. Il 5 marzo seguente prende possesso dell'arcidiocesi.
È segretario della Conferenza episcopale marchigiana.

## Genealogia episcopale
La genealogia episcopale è:
- Cardinale Scipione Rebiba
- Cardinale Giulio Antonio Santori
- Cardinale Girolamo Bernerio, O.P.
- Arcivescovo Galeazzo Sanvitale
- Cardinale Ludovico Ludovisi
- Cardinale Luigi Caetani
- Cardinale Ulderico Carpegna
- Cardinale Paluzzo Paluzzi Altieri degli Albertoni
- Papa Benedetto XIII
- Papa Benedetto XIV
- Papa Clemente XIII
- Cardinale Giovanni Francesco Albani
- Cardinale Carlo Rezzonico
- Cardinale Antonio Dugnani
- Arcivescovo Jean-Charles de Coucy
- Cardinale Gustave-Maximilien-Juste de Croÿ-Solre
- Vescovo Charles-Auguste-Marie-Joseph Forbin-Janson
- Cardinale François-Auguste-Ferdinand Donnet
- Vescovo Charles-Emile Freppel
- Cardinale Louis-Henri-Joseph Luçon
- Cardinale Charles-Henri-Joseph Binet
- Cardinale Maurice Feltin
- Cardinale Jean-Marie Villot
- Cardinale Sergio Sebastiani
- Arcivescovo Piero Coccia
- Arcivescovo Sandro Salvucci

## Araldica
Blasonatura
Inquartato di rosso e d'argento. Nel primo alla spada con la punta rivolta all'ingiù, attraversata da un libro aperto dello stesso, caricato delle lettere greche Α e Ω di rosso; nel secondo al ramo di palma di verde posto in sbarra; nel terzo a tre spighe di grano al naturale poste rispettivamente in banda, in palo e in sbarra; nel quarto alla stella (7), accompagnata da tre burelle ondate del secondo in punta.
Interpretazione
- Il colore rosso simboleggia la carità, virtù che viene ricordata anche nel motto, e quindi anche l'amore che Cristo dona per la nostra salvezza fino all'effusione del suo sangue.
- L'argento, invece, indica la virtù della trasparenza, che il vescovo deve possedere per esercitare rettamente il proprio ministero.
- È presente un ramo di palma verde, simbolo dei martiri, in particolare di San Terenzio, patrono dell'arcidiocesi di Pesaro, di San Crescentino, patrono di Urbino, e di San Claudio, a cui è dedicata l'abbazia di San Claudio a Corridonia, nei pressi della quale è cresciuto l'arcivescovo Salvucci.
- Nello stemma sono presenti 3 onde argentate, che indicano il mare Adriatico che bagna il territorio dell'arcidiocesi di Pesaro, e sopra queste onde è posta una stella, che simboleggia la Vergine Maria, invocata come Stella Maris.
- Le tre spighe di grano rimandano alla terra di origine dell'arcivescovo, ma anche allo stemma comunale di Montegranaro, città nella quale mons. Salvucci ha svolto il suo ministero di parroco prima della sua nomina vescovile. Queste tre spighe sono di colore oro, che simboleggia la virtù della fede, attraverso la quale è possibile comprendere il mistero dell'eucaristia.
- Il libro e la spada, simboli da tempo propri dell'Università di Urbino, richiamano la Parola di Dio che trova compimento in Cristo, Alfa e Omega. Questo simbolo richiama la missione del vescovo di annunciare il Vangelo.

### Motto

Prima versione dello stemma episcopale.

Il motto dell'arcivescovo Salvucci è "Maior est caritas", che in latino significa "La più grande è la carità" e fa riferimento all'inno alla carità di san Paolo presente nella Prima lettera ai Corinzi.
(Prima lettera ai Corinzi 13,13)